# أوسانا
أوسانا، (بالإنجليزية: Ussana)، (سردينيا: Ùssana) هي بلدية في مقاطعة جنوب سردينيا، في منطقة سردينيا الإيطالية، وتقع على بعد حوالي 20 كيلومترا (12 ميل) إلى الشمال من كالياري. في 31 ديسمبر 2004، كان عدد سكانها 3870 نسمة ومساحة 32.8 كيلومتر مربع (12.7 ميل مربع).

## السكان
في سنة 1861 بلغ عدد السكان 1٬310 نسمة، وتطور العدد ليصل في سنة 2011 لـ 4٬285 نسمة.
يظهر هذا المخطط البياني تطور النمو السكاني لـ أوسانا